# 373
373 (CCCLXXIII) var ett normalår som började en tisdag i den julianska kalendern.

## Händelser

### Okänt datum
- Quintus Aurelius Symmachus blir prokonsul av Africa.
- Valens konverterar till arianismen och beordrar att ortodoxa kristna skall förföljas.
- Hunnerna besegrar alanerna i slaget vid Tanaisfloden när floden Don.
- Martin av Tours påbörjar kristnandet av Gallien.

## Födda
- Synesios av Kyrene, biskop av Ptolemais

## Avlidna
- 2 maj – Athanasius, biskop av Alexandria, grekisk kyrkofader och helgon
- 9 juni – Ephrem, syrisk psalmskrivare